# Mosley Music Group
Mosley Music Group – wytwórnia płytowa założona przez producenta muzycznego Tima Mosleya w 2005 roku.

## Historia
Wytwórnia została utworzona w 2005 roku. Pierwszym albumem wydanym przez Mosley Music Group był album Nelly Furtado zatytułowany Loose, który odniósł bardzo duży sukces. Kolejnym albumem było wydawnictwo Timbalanda Shock Value. Jako trzeci został wydany album grupy OneRepublic zatytułowany Dreaming Out Loud, z którego singel „Apologize” zremiksowany przez Timbalanda odniósł ogromny sukces, stając się jednym z największych hitów radiowych w Ameryce Północnej.

## Artyści
Lista artystów obecnie nagrywających dla Mosley Mousic Group
- Timbaland
- Tink
- Justin Timberlake
- Nelly Furtado
- Keri Hilson
- OneRepublic
- Lyrica Anderson
- Rekapse